# Éclairage de sécurité en France
 (février 2013).
Si vous disposez d'ouvrages ou d'articles de référence ou si vous connaissez des sites web de qualité traitant du thème abordé ici, merci de compléter l'article en donnant les références utiles à sa vérifiabilité et en les liant à la section « Notes et références ».

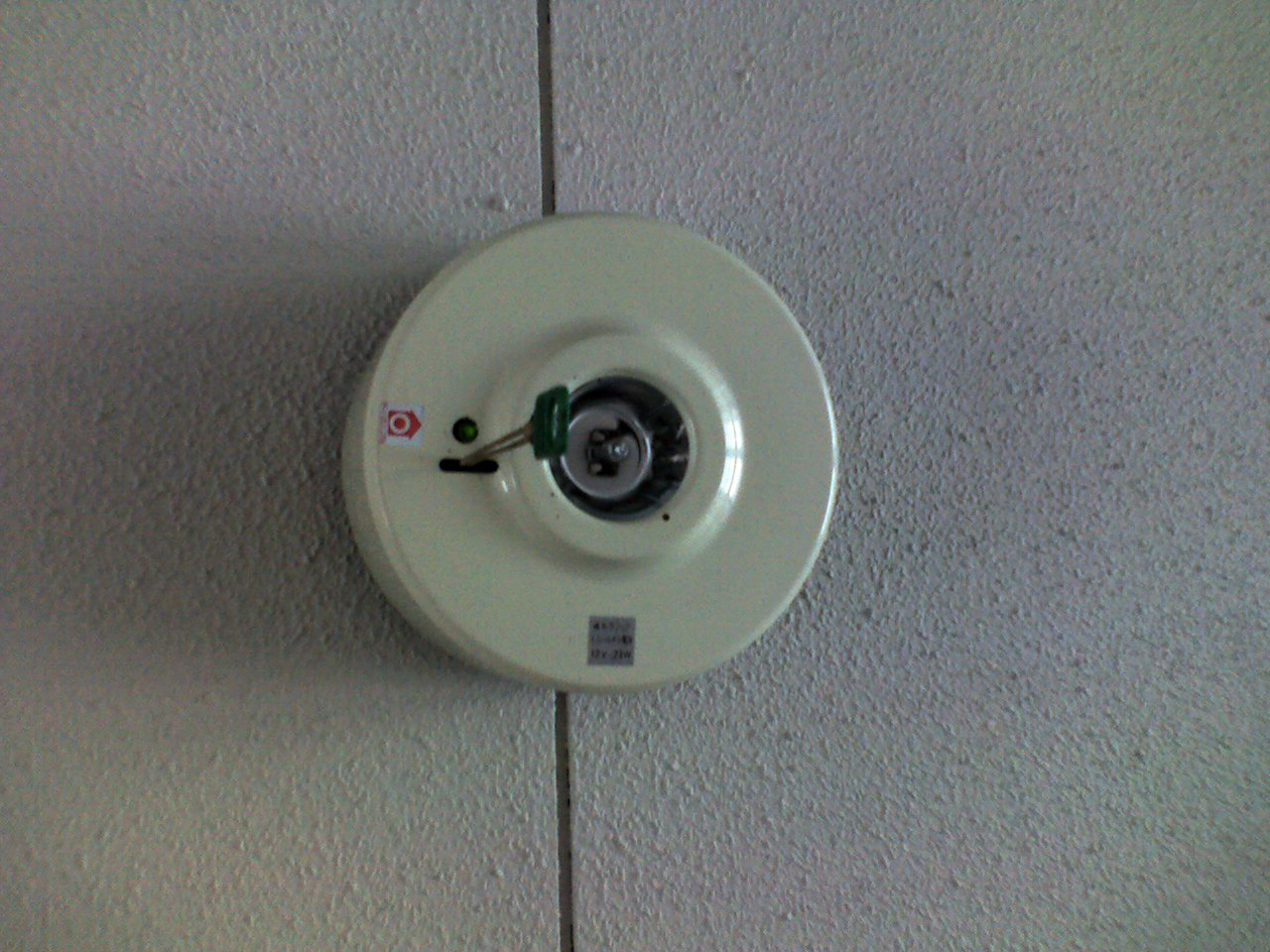
Éclairage de sécurité d'un bâtiment public.

Dans les lieux de travail (usines, bureaux, etc.) ou accueillant du public (magasin, hôtel, cinéma, etc.), un éclairage dit de sécurité, est requis par la plupart des réglementations. Lorsque l'éclairage normal est défaillant, cet éclairage de sécurité permet d'indiquer instantanément aux occupants les différents chemins d'évacuation relativement sûre du bâtiment, mème en l'absence d'alimentation électrique, grâce à leur alimentation autonome sur batterie.

## La fonction de l’éclairage de sécurité
En France, le rôle de l’éclairage de sécurité est défini dans l’article EC7 du règlement de sécurité contre l'incendie relatif aux établissements recevant du public.
Article EC7 :
- L'éclairage de sécurité doit être à l'état de veille pendant l'exploitation de l'établissement ;
- L'éclairage de sécurité est mis ou maintenu en service en cas de défaillance de l'éclairage normal / remplacement (groupe électrogène).

En cas de disparition de l'alimentation normale / remplacement, l’éclairage de sécurité est alimenté par une source de sécurité dont la durée assignée de fonctionnement doit être de 1 h au moins.

Il comporte :
- soit une source centralisée constituée d’une batterie d'accumulateurs alimentant des luminaires ;
- soit des blocs autonomes.

## Le mode de fonctionnement
L’éclairage de sécurité permet lorsque l'éclairage normal est défaillant :
- L’évacuation rapide des personnes vers l'extérieur ;
- Les manœuvres intéressant la sécurité.

L'éclairage de sécurité est obligatoire pour :
- Les établissements recevant du public (arrêté du 23 juin 1980, du 22 juin 1990 et du 19 novembre 2001[3]) ;
- Les établissements recevant des travailleurs (décret 88-1056 du 14 novembre 1988) et arrêté du 26 février 2003[4] ;
- Les immeubles d'habitation (arrêté du 31 janvier 1986[5]).

## Les textes réglementaires
Les textes réglementaires pour les Établissements Recevant du Public ou des Établissements Recevant des Travailleurs imposent des règles d’installation et la conformité des produits de sécurité aux normes en vigueur.
Les normes produits :
- Les blocs autonomes doivent être admis à la marque NF AEAS selon la norme européenne NF EN 60598.2.22 et les normes françaises NF C71-800 / 801 / 805.
- Les blocs autonomes SATI (Système Automatique de Tests Intégré) doivent de plus être conformes à la norme NF C71-820. Le marquage “performance SATI” est une preuve de cette conformité.
- Les luminaires d’éclairage de sécurité sur source centrale (LSC) doivent être admis à la marque NF AEAS selon la norme européenne NF EN 60598.2.22.

## Les deux fonctions

### Évacuation
L’éclairage d’évacuation (précédemment dénommé “balisage”) doit permettre à toute personne d'accéder à l'extérieur, à l'aide des foyers lumineux assurant notamment la reconnaissance des obstacles et l'indication des changements de direction.
L'éclairage d’évacuation est installé dans :
- les couloirs et les dégagements avec un maximum de 15 m entre chaque bloc.
- au-dessus de chaque porte de sortie ou de sortie de secours.
- au-dessus de chaque obstacle.
- pour chaque changement de direction du chemin d'évacuation.

Cette disposition s'applique aux locaux recevant cinquante personnes et plus et aux locaux d’une superficie supérieure à 300 m2 en étage et au rez-de-chaussée et 100 m2 en sous-sol.
Les blocs d’évacuation doivent avoir un flux lumineux assigné d’au moins 45 lumens.

### Ambiance et anti-panique
Il doit assurer un éclairement uniforme et une bonne visibilité afin d'éviter les mouvements de panique.

L'éclairage d'ambiance est installé dans les locaux pouvant recevoir plus de 50 personnes en sous-sol et plus de 100 en étage et rez-de-chaussée. Cet éclairage doit être basé sur un flux lumineux assigné d'au moins 5lumens/mètre carré de surface du local.

La distance entre deux foyers lumineux doit être au plus égale à 4 fois la hauteur d’installation (art. EC10 §2).
L'éclairage d'ambiance ou d'anti-panique doit être réalisé de façon que chaque local ou hall soit éclairé par au moins deux foyers lumineux (art. EC12 §8).

## La conception de l’installation
a) Par B.A.E.S
La dérivation électrique alimentant un bloc autonome doit être issue d'une dérivation prise en aval du dispositif de protection et en amont du dispositif de commande de l'éclairage normal du local ou du dégagement où est installé ce bloc (art. EC12 §3).
Les blocs autonomes utilisés pour l'éclairage d'évacuation (EC12 §4) doivent être :
- à fluorescence de type non permanent obligatoirement équipé d'un système automatique de test intégré (S.A.T.I.) conforme à la norme en vigueur (NFC 71820) ;
- à fluorescence de type permanent ;
- à incandescence ;

Les blocs autonomes utilisés pour l’éclairage d'ambiance ou anti-panique (EC12 §5) doivent être :
- à fluorescence de type non permanent ;
- à incandescence (blocs à phares).

L'installation de blocs autonomes doit posséder un ou plusieurs dispositifs permettant une mise à l'état de repos centralisée qui doivent être disposés à proximité de l’organe de commande générale ou des organes de commande divisionnaires (art. EC12 §6).
b) Par sources centrales
- Les Luminaires pour Source Centrale (LSC) sont conformes à la NF EN 60598-2-22 (EC11 §1).
- Les sources centrales doivent être conformes à la norme NF EN 50171 (EC11 §8).
- Les câbles d’alimentation entre la Source Centrale et les LSC doivent être de catégorie CR1 résistant au feu (EL16 §1).
- L'installation alimentant l'éclairage de sécurité doit être subdivisée en plusieurs circuits au départ d'un tableau de sécurité conforme à l'article EL 15.
- Aucun dispositif de protection ne doit être placé sur le circuit des installations d'éclairage de sécurité.
- L'éclairage d'ambiance de chaque local ainsi que l'éclairage d'évacuation de chaque dégagement d'une longueur supérieure à 15 m doivent être réalisés en utilisant chacun au moins deux circuits distincts suivant des trajets aussi différents que possible. En cas de défaillance de l'un des deux circuits, l’éclairement doit rester suffisant (ne pas raccorder 2 foyers lumineux proches sur le même circuit) (art. EC11 §7).
- Il est admis de regrouper les circuits d'éclairage d'ambiance ou d'anti-panique de plusieurs locaux avec ceux d'éclairage d'évacuation de plusieurs dégagements de façon à n'utiliser, au total, pour chaque type d'éclairage, que deux circuits. Dans ce cas la règle précédente du double circuit continue à s’appliquer (art. EC11 §7).
- L’éclairage d’évacuation par source centrale doit être allumé en permanence pendant la présence du public (EC11 §2).
- L’éclairage d’ambiance peut être éteint ou allumé pendant la présence du public. Si les foyers lumineux sont éteints à l'état de veille, leur allumage automatique doit être assuré à partir d'un nombre suffisant de points de détection de défaillance de l'alimentation (EC11 § 3).

## Cas spécifique des ERP avec locaux à sommeil
Le texte ci-dessous est identique pour les articles :
PE36 : Petits établissements avec locaux à sommeil :
- J30: Structures d'accueil pour personnes âgées et personnes handicapées
- O15 (ex O17) : Hôtels et autres établissements d’hébergement
- U32 : Établissements de soins
- R27 : Établissements d'éveil, d'enseignement, de formation, centres de vacances, centres de loisirs sans hébergement

Dans les établissements qui ne disposent pas de groupe électrogène de remplacement, l'éclairage d'évacuation des circulations des locaux à sommeil et des dégagements attenants jusqu'à l'extérieur du bâtiment est complété de la manière suivante :
- si l'éclairage de sécurité est réalisé par blocs autonomes, il est complété par un éclairage réalisé par des blocs autonomes pour habitation satisfaisant à l'aptitude à la fonction définie dans la norme NF C 71-805 (décembre 2000). Dans ces conditions, les blocs autonomes d'éclairage de sécurité visés à l'article EC 12 sont mis automatiquement à l'état de repos dès l'absence de tension en provenance de la source normale, leur passage à l'état de fonctionnement étant alors subordonné au début du processus de déclenchement de l'alarme[1];

- si l'éclairage de sécurité est réalisé par une source centralisée constituée d'une batterie d'accumulateurs, la capacité de cette dernière doit permettre une autonomie de six heures au moins[1].